# Shinai

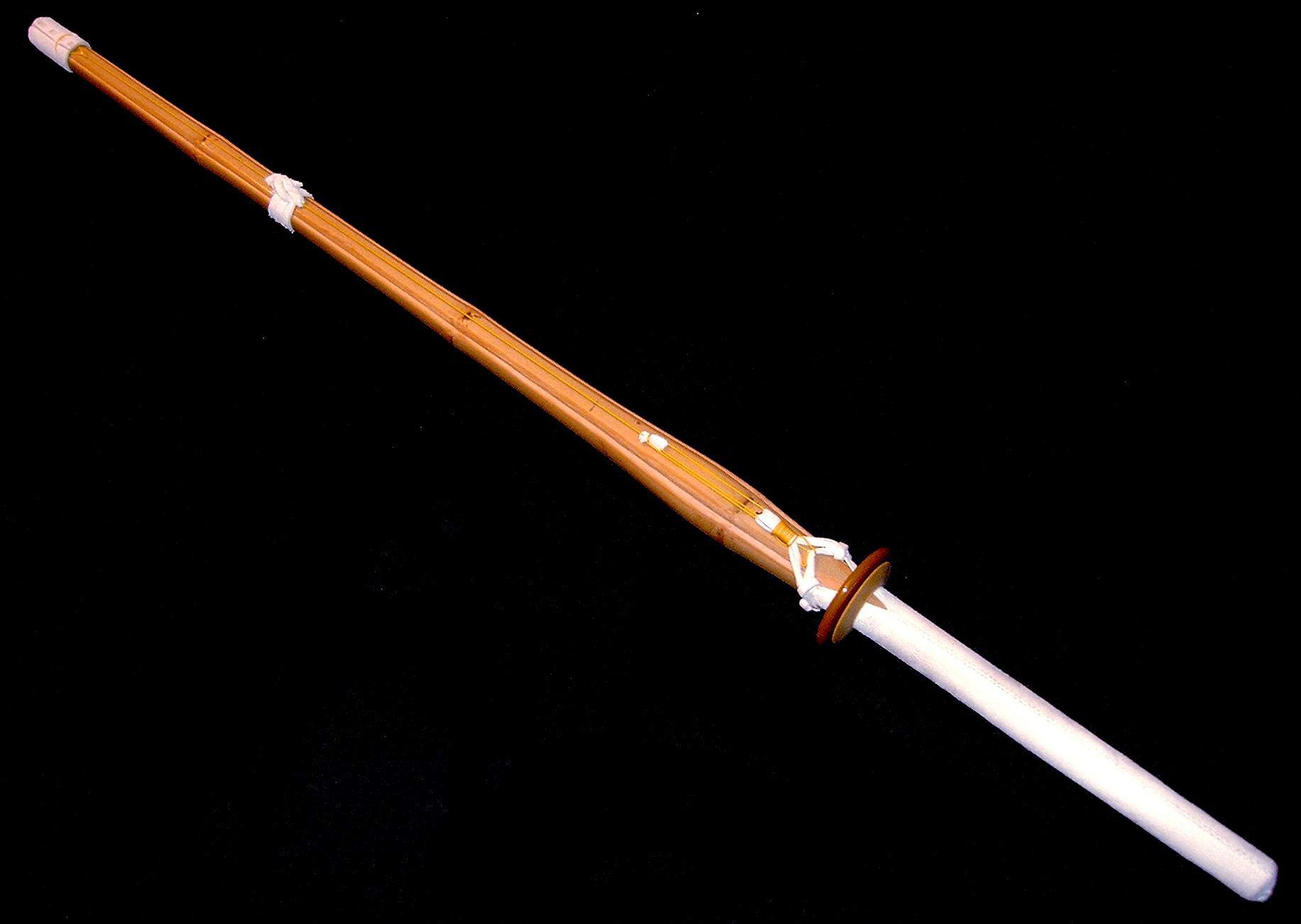
Sable japonés de bambú o shinai.

El shinai (竹刀?) es un sable de bambú, implemento que sirve para entrenar de una forma más segura las técnicas de combate inspiradas en la katana o sable japonés. El shinai, es mucho más seguro, y menos letal que el sable de madera o bokken.
Generalmente está formado por cuatro varillas de bambú, hecho que lo hace muy flexible; la empuñadura (tsuka) está forrada en cuero, la guarda (tsuba) en pasta, entre la punta en cuero (sakigawa) y el cuero que cubre la tsuka, se extiende una cuerda (tsuru), ceñida en su primer tercio por una pieza en cuero (nakayuki), la cual permite distribuir la tensión de manera uniforme.
De las cuatro varillas de bambú la que tiene el tsuru representa el contrafilo y su opuesta el filo del sable o katana. El shinai es principalmente usado en el arte marcial del kendo, pues en este se combate marcando golpes sobre diferentes puntos de la armadura o bōgu. Asimismo aún es usado tradicionalmente en algunos dōjō o salas de entrenamiento de las artes marciales del karate, el ninjutsu, y el aikidō; como parte integral de la práctica de diferentes técnicas contra un oponente armado con sable, o como método para impartir disciplina.

## Fukuro-shinai
El ancestro del moderno shinai de kendo es el fukuro-shinai (袋竹刀), que aún se utiliza en el koryū kenjutsu. Consiste en una vara de bambú dividida varias veces en un extremo y cubierta por una funda de cuero. Esto explica el nombre fukuro, que significa bolsa o saco. A veces se utiliza el kanji más antiguo y raro tō (韜), pero tiene el mismo significado que fukuro.
Algunas escuelas cubren todo el bambú con la funda y añaden una tsuba, como hace Kashima Shinden Jikishinkage-ryū. En Shinkage-ryū, la funda está lacada en rojo Kamakura y, en lugar de cubrir toda la longitud, se ata en el extremo no dividido. Este tipo particular de fukuro-shinai también se llama hikihada (蟇肌), o shinai de piel de sapo. El nombre proviene de cómo se ve el cuero después de lacarlo; las fundas están hechas de piel de vaca o caballo.

## Tipos de entrenamiento conshinai
En la esgrima tradicional japonesa o kendo, lo normal a la hora de entrenar con el shinai es ejecutar los diferentes suburi, o ejercicios de corte; que pueden incluir, esquivas, ataques, defensas, y contraataques. O bien en interacción con otras armas tradicionales derivadas del kobudō. Como la tonfa o los sai, o el bastón largo bō.